# Хесус Франко
Хесу́с Фра́нко (ісп. Jesús «Jess» Franco; 12 травня 1930, Мадрид, Іспанія — 2 квітня 2013 , Малага,Іспанія) — іспанський режисер, актор, оператор, продюсер, композитор і сценарист. Роботи Франко як режисера часто набували скандальної популярності, а кількість створюваних ним картин іноді доходила до 10-ти на рік. Всього він зняв 180 фільмів. Франко працював у різних жанрах, але єдине, що постійно супроводжувало його творчості, був секс як один із засобів досягнення шокового ефекту, за допомогою якого він нівелював існуючі в суспільстві заборони. Багато фільмів Франко можна віднести до таких категорій експлуатаційного кінематографа, як «women in prison» і «sexploitation». Зважаючи на свою епатажність, аморальність, кривавість та інші якості, які викликали б у багатьох глядачів шок і огиду, роботи Хесуса Франко часто піддавалися жорсткій цензурі. З цієї причини Франко використав безліч псевдонімів, а самі фільми іноді знімалися відразу в декількох версіях. Так, фільм «Жінка-вампір» існує в хоррор-, софт-порно і хард-порно-версіях.
Франко часто буквально сам створював свої фільми, одночасно виконуючи функції режисера, сценариста, оператора, композитора і актора. Володів власною студією «One Shoot Production», що займається виробництвом фільмів жахів та порнографії.

## Біографія
Хесус Франко народився 12 травня 1930 року в столиці Іспанії Мадриді. Захопився музикою ще в 6 років, що не могло не позначитися на майбутньому: крім своєї основної діяльності, Франко став одним з найвідоміших джазменів західної Європи, а кілька десятків фільмів, включаючи власні, було випущено з його саундтреками. Перші свої фільми він почав знімати в кінці 50-х років. Однак однією з перших картин, яка принесла режисерові славу, є фільм жахів «Жахливий доктор Орлофф» 1962 року. Сюжет фільму досить близько стикається з сюжетом картини «Очі без обличчя» режисера Жоржа Франжю і розповідає історію доктора-маніяка, який викрадав красивих дівчат і пересаджував шкіру їхніх облич своїй доньці, яка була раніше знівечена, для повернення їй краси. Тема збожеволілих маніяків у творчості Франка також представлена у фільмах «Барон фон Клаус — садист» 1962 року, «Секрет доктора Орлоффа» 1964 року і «Диявольський доктор Z» 1966 року.
У 1970 році вийшов «Граф Дракула», в основі якого лежав відомий твір Брема Стокера. У фільмі взяли участь досить відомі актори — Крістофер Лі і Клаус Кінскі. У 1972 році виходить картина «Еротичні досліди Франкенштейна», де крім знакової постаті Франкенштейна присутній граф Каліостро. Відомі і його фільми про канібалів — «Мисливець на людей» 1980 року, «Біла богиня канібалів» 1981 року. Його фільм «Могила живих мерців» 1983 року вважається деякими критиками одним із найгірших зомбі-фільмів.
Помер від інсульту 2 квітня 2013 року.

## Співпраця
Франко працював у багатьох країнах, однією з важливих причин чого є особлива політична ситуація на батьківщині в Іспанії, а також постійні проблеми з цензурою. Серед тих, з ким він постійно співпрацював, — Говард Вернон, Джек Тейлор, Марія Ромм, Міранда Соледад. Остання виступала в якості постійної натхненниці Франко, а після її смерті ця роль перейшла до його дружини Ліни Ромей.
Франко тісно співпрацював з продюсером Ервіном С. Дітріхом, який сам знімав експлуатаційне кіно під псевдонімом Майкл Томас. Згодом Дітріх зайнявся випуском робіт Франко на DVD під назвою «Офіційна колекція Джесса Франко». У 1996 році Франко почав співпрацювати з іспанським панк-рок гуртом «The Killer Barbies», який взяв участь в двох його фільмах — «Вбивці Барбі» 1996 року і «Вбивці Барбі проти Дракули» 2002 року.

## Художні особливості творчості

### Тематика вампірів
Хесус Франко широко використовував у своїх роботах тематику вампірів, додаючи при цьому неабияку частку еротики і часом порнографії. У центрі подібних його фільмів часто стояла самотня і сексуальна вампірка, що неодмінно оголює своє тіло і спрагла крові. Серед показових прикладів цієї тематики виділяють фільми «Вампірка» 1973 року, «Суккуб» 1968 року і «Вампірки-лесбійки» 1971 року.

### Екранізації
Серед робіт Франко існує кілька вільних екранізацій літературних робіт Маркіза де Сада і Леопольда Захера-Мазоха. У першому випадку вільними екранізаціями є фільми «Ежені» 1969 року і «Жюстіна» того ж року за твором «Філософія в будуарі». У «Жюстіні» зіграли Джек Пеленс, Мерседес Маккембрідж, Клаус Кінскі. У 1969 році також виходить фільм «Венера в хутрі», заснований на однойменному творі Захера-Мазоха.

### Women in Prison
Першим фільмом Франко даної спрямованості стала картина 1969 року «99 жінок». За свою кар'єру Франко зняв велику кількість подібних фільмів, але особливо виділяються «Ільза — люта тюремниця» 1977 року з Даяною Торн і «Садоманія» 1981 року, де знялася порноакторка Аїта Вілсон. Дії цих фільмів відбуваються не в концтаборах фашистської Німеччини, але в лікарнях і борделях країн Африки.

## Фільмографія
| Рік  | Українська назва                               | Оригінальна назва фільму                                           | Хто                                                                       |
| ---- | ---------------------------------------------- | ------------------------------------------------------------------ | ------------------------------------------------------------------------- |
| 2012 |                                                | Al Pereira vs. the Alligator Ladies                                | Режисер, сценарист, продюсер, композитор, монтажер                        |
| 2012 | Склеп для засуджених                           | La cripta de las condenadas                                        | Режисер, сценарист, продюсер, композитор, монтажер                        |
| 2012 | Склеп для засуджених II                        | La cripta de las condenadas II                                     | Режисер, сценарист, продюсер, монтажер                                    |
| 2010 | Паула-Паула                                    | Paula-Paula                                                        | Режисер, сценарист, оператор                                              |
| 2008 | Склеп проклятих жінок                          | La cripta de las mujeres malditas                                  | Режисер, сценарист, продюсер, монтажер                                    |
| 2008 | Склеп проклятих жінок II                       | La cripta de las mujeres malditas II                               | Режисер, сценарист, продюсер, монтажер                                    |
| 2007 | Долі                                           | Destinos (Destinations)                                            | Режисер                                                                   |
| 2005 | Жінка-змія                                     | Snakewoman                                                         | Режисер, сценарист, композитор                                            |
| 2005 | Квіти пристрасті                               | Flores de la pasión                                                | Режисер, сценарист, композитор                                            |
| 2005 | Квіти розпусти                                 | Flores de perversión                                               | Режисер, сценарист, композитор                                            |
| 2003 | Перші кілька разів                             | Las primeras veces                                                 | Композитор                                                                |
| 2002 | Вбивці Барбі проти Дракули                     | Killer Barbys vs. Dracula                                          | Режисер, сценарист, композитор                                            |
| 2002 | Демон                                          | Incubus                                                            | Режисер, сценарист, композитор                                            |
| 2001 | Злиття вампірів                                | Vampire Junction                                                   | Режисер, сценарист, композитор                                            |
| 2000 | Сліпа мета                                     | Blind Target                                                       | Режисер, сценарист, композитор                                            |
| 2000 | Хелтер Скелтер                                 | Helter Skelter                                                     | Режисер, сценарист                                                        |
| 1999 | Зламані ляльки                                 | Broken Dolls                                                       | Режисер, сценарист                                                        |
| 1999 | Віртуальне пекло доктора Вонга                 | Dr. Wong's Virtual Hell                                            | Режисер, сценарист, композитор, актор (доктор Джеймс Вонг)                |
| 1999 | Червоний шовк                                  | Red Silk                                                           | Режисер, сценарист                                                        |
| 1999 | Вампірський блюз                               | Vampire Blues                                                      | Режисер, сценарист, композитор, актор (торговець Бернардо)                |
| 1998 | Пристрасть по Франкенштейнові                  | Lust for Frankenstein                                              | Режисер, сценарист, продюсер, композитор                                  |
| 1998 | Ніжна плоть                                    | Tender Flesh                                                       | Режисер, сценарист, композитор                                            |
| 1998 | Мері-Кукі і тарантул-вбивця                    |                                                                    | Режисер, сценарист, продюсер, композитор                                  |
| 1996 | Вбивці Барбі                                   | Killer Barbys                                                      | Режисер, сценарист                                                        |
| 1994 | Нижнє місто                                    | Ciudad Baja (Downtown Heat)                                        | Режисер, сценарист, продюсер                                              |
| 1993 | Джунглі страху                                 | Jungle of Fear                                                     | Режисер, продюсер                                                         |
| 1992 |                                                | El abuelo, la condesa y Escarlata la traviesa                      | Режисер, сценарист, композитор, монтажер, актор                           |
| 1991 | В гонитві за Барбарою                          | À la poursuite de Barbara                                          | Режисер                                                                   |
| 1989 | Звергнуті                                      | La chute des aigles                                                | Режисер, сценарист, монтажер                                              |
| 1989 | Бухта Есмеральда                               | La bahía esmeralda                                                 | Режисер, сценарист                                                        |
| 1988 | Таємна місія                                   | Dark Mission: Flowers of Evil                                      | Режисер, сценарист                                                        |
| 1987 | Дівчата в стрінгах                             | Las chicas del tanga                                               | Режисер, сценарист, монтажер                                              |
| 1987 | Фалло хрест                                    | Falo Crest                                                         | Режисер, сценарист, оператор                                              |
| 1987 | Раб злочинів                                   | Esclavas del crimen                                                | Режисер, сценарист, композитор, монтажер                                  |
| 1987 | Фаластія                                       | Phollastía                                                         | Режисер, сценарист, оператор, монтажер                                    |
| 1987 | Безликі                                        | Faceless                                                           | Режисер, сценарист                                                        |
| 1986 | Останні з Філіппін                             | Las últimas de Filipinas                                           | Режисер, Сценарист, продюсер, оператор, монтажер                          |
| 1986 | Тепле молоко для дівчаток                      | Para las nenas, leche calentita                                    | Сценарист, монтажер                                                       |
| 1986 | СНІД - чума XX століття                        | Sida, la peste del siglo XX                                        | Режисер, сценарист, монтажер                                              |
| 1986 |                                                | Las tribulaciones de un Buda Bizco                                 | Режисер, сценарист, монтажер                                              |
| 1986 | Дівчина з червоними губами                     | La chica de los labios rojos                                       | Режисер, сценарист, оператор, композитор, актор (професор Караме)         |
| 1986 | Дірка історії                                  | Bragueta historia                                                  | Режисер                                                                   |
| 1986 | Гнів в тропіках                                | Orgasmo perverso                                                   | Режисер, сценарист, оператор, композитор, монтажер                        |
| 1986 | Попа Лулу                                      | Bragueta historia                                                  | Режисер, сценарист, композитор                                            |
| 1986 | Роззява і ексгібіціоністка                     | El mirón y la exhibicionista                                       | Режисер, сценарист, композитор, монтажер                                  |
| 1986 | Свист між сексом                               | Entre pitos anda el juego                                          | Режисер, сценарист, композитор, монтажер                                  |
| 1986 | Один проти терору                              | Sola ante el terror                                                | Режисер, сценарист, композитор                                            |
| 1986 |                                                | Las chuponas                                                       | Сценарист, композитор, монтажер                                           |
| 1986 | Амазонки золотого храму                        | Les amazones du temple d'or                                        | Режисер, продюсер, оператор                                               |
| 1985 | Маєток живих мерців                            | La Mansión de los muertos vivientes                                | Режисер, сценарист, оператор, композитор, монтажер                        |
| 1985 | Подорож в Бангкок                              | Viaje a Bangkok, ataúd incluido                                    | Режисер, сценарист, композитор, актор                                     |
| 1985 | Один з китайців                                | Una de chinos                                                      | Режисер, продюсер                                                         |
| 1985 | Біла рабиня                                    | La esclava blanca                                                  | Режисер                                                                   |
| 1985 | Тінь дзюдоїста проти доктора Вонга             | La sombra del judoka contra el doctor Wong                         | Режисер, сценарист, композитор, актор (доктор Вонг)                       |
| 1985 | Людина, яка убила Менгеле                      | El hombre que mató a Mengele                                       | Режисер, сценарист                                                        |
| 1985 | Бангкок, зустріч зі смертю                     | Bangkok, cita con la muerte                                        | Режисер, сценарист, композитор, монтажер                                  |
| 1985 | Брудна гра в Касабланці                        | Juego sucio en Casablanca                                          | Режисер, продюсер                                                         |
| 1985 | Свисток для трьох                              | Un pito para tres                                                  | Сценарист, монтажер                                                       |
| 1984 | Ліліан - збочена незаймана                     | Lilian (la virgen pervertida)                                      | Режисер, сценарист, монтажер, актор                                       |
| 1984 | Вбивця в чорних панчохах                       | El asesino llevaba medias negras                                   | Режисер                                                                   |
| 1984 | Байя-Бланка                                    | Bahía blanca                                                       | Режисер, сценарист, продюсер, монтажер, актор (Місеріас-провидець)        |
| 1984 | Самотня дорога                                 | Camino solitario                                                   | Режисер, сценарист, оператор, актор (доктор Каллмена)                     |
| 1984 | Сексуальна історія Про                         | Historia sexual de O                                               | Режисер, сценарист, оператор, композитор, монтажер                        |
| 1984 | Ніч тисячі насолод                             | Mil sexos tiene la noche                                           | Режисер, сценарист, оператор, композитор, монтажер, актор (психіатр)      |
| 1984 | Скільки отримує шпигун?                        | ¿Cuánto cobra un espía?                                            | Режисер, сценарист, продюсер, монтажер                                    |
| 1984 | Зловісний доктор Орлофф                        | El siniestro doctor Orloff                                         | Режисер, сценарист, композитор, актор (Маноло)                            |
| 1984 |                                                | Una rajita para dos                                                | Режисер, сценарист, композитор, актор (Том)                               |
| 1983 | Скарби білої богині                            | El Tesoro de la diosa blanca                                       | Режисер, продюсер, сценарист, оператор, композитор                        |
| 1983 | Могила живих мерців                            | La tumba de los muertos vivientes                                  | Режисер, сценарист, композитор, монтажер, актор (Зомбі)                   |
| 1983 | Голоси смерті                                  | Voces de muerte                                                    | Режисер                                                                   |
| 1983 | Кров на моїх туфлях                            | Sangre en mis zapatos                                              | Режисер, сценарист, композитор, актор (викрадач)                          |
| 1983 |                                                | Los blues de la calle Pop (Aventuras de Felipe Malboro, volumen 8) | Режисер, сценарист, оператор, композитор                                  |
| 1983 | У пошуках золотистого дракона                  | En busca del dragón dorado                                         | Режисер, сценарист, композитор, монтажер, актор                           |
| 1983 | Клер                                           | Claire                                                             | Режисер                                                                   |
| 1983 | Чорні чоботи, батіг зі шкіри                   | Botas negras, látigo de cuero                                      | Режисер, сценарист, композитор, монтажер                                  |
| 1983 | Ніч відкритого сексу                           | La noche de los sexos abiertos                                     | Режисер, сценарист, оператор, композитор, монтажер, актор (Конде)         |
| 1983 | Сесілія                                        | Cecilia                                                            | Режисер, сценарист, продюсер                                              |
| 1983 | Особисті визнання ексгібіціоністки             | Confesiones íntimas de una exhibicionista                          | Сценарист, композитор, монтажер                                           |
| 1983 | Будинок втрачених жінок                        | La casa de las mujeres perdidas                                    | Режисер, сценарист, монтажер                                              |
| 1983 | Крики насолоди                                 | Gemidos de placer                                                  | Режисер, сценарист, художник, монтажер, актор (Фенюл, озвучка)            |
| 1983 |                                                | El hotel de los ligues                                             | Режисер, сценарист, композитор, монтажер                                  |
| 1983 | Сексуальний Макумба                            | Macumba sexual                                                     | Режисер, сценарист, оператор, композитор, монтажер, актор (портьє)        |
| 1982 | Гість туману (документальний)                  | El huésped de la niebla                                            | Режисер, сценарист, оператор, композитор                                  |
| 1982 | Таємні оргії Еммануель                         | Las orgías inconfesables de Emmanuelle                             | Режисер, сценарист, монтажер                                              |
| 1982 | Озеро незайманих                               | El lago de las vírgenes                                            | Режисер, сценарист, композитор, монтажер                                  |
| 1982 | Рай мерців                                     | La tumba de los muertos vivientes                                  | Режисер, сценарист                                                        |
| 1982 | Помста в будинку Ашерів                        | Revenge in the House of Usher                                      | Режисер, сценарист, продюсер, оператор, композитор                        |
| 1981 | Кривавий місяць                                | Die Säge des Todes                                                 | Режисер, актор (доктор)                                                   |
| 1981 | Садоманія                                      | Sadomania — Hölle der Lust                                         | Режисер, сценарист, композитор, монтажер, актор (Лукас)                   |
| 1981 | Секс - це безумство                            | El sexo está loco                                                  | Режисер, сценарист, актор (кінорежисер)                                   |
| 1981 | Дівчата Копакабани                             | Les filles de Copacabana                                           | Режисер, сценарист, композитор, монтажер                                  |
| 1981 | Сексуальні відхилення одруженої жінки          | Aberraciones sexuales de una mujer casada                          | Режисер, сценарист, композитор                                            |
| 1981 | Лінда                                          | Linda                                                              | Режисер                                                                   |
| 1981 | Лола 2000                                      | Lola 2000                                                          | Режисер                                                                   |
| 1981 | Дівчата для знімання                           | La chica de las bragas transparentes                               | Режисер. сценарист, композитор, монтажер                                  |
| 1980 | Юджені: Справжня історія                       | Eugenie (Historia de una perversión)                               | Режисер, сценарист, композитор                                            |
| 1980 | Вогненний опал: Торговці тілом                 | Ópalo de fuego: Mercaderes del sexo                                | Режисер, сценарист, композитор                                            |
| 1980 | Еротична симфонія                              | Sinfonía erótica                                                   | Режисер, сценарист, композитор                                            |
| 1980 | Сексуальний канібал                            | Sexo caníbal                                                       | Режисер, сценарист, композитор                                            |
| 1980 | Біла богиня канібалів                          | Mondo Cannibale                                                    | Режисер, сценарист, актор (містер Мартін)                                 |
| 1979 | Жюстина                                        | Justine                                                            | Режисер, актор (дивний хлопець)                                           |
| 1979 | Я горю з усіх боків                            | Je brûle de partout                                                | Режисер, актор                                                            |
| 1979 | Вони роблять все                               | Elles font tout                                                    | Режисер                                                                   |
| 1979 | Жінки за ґратами-2                             | Les gardiennes du pénitencie                                       | Режисер, актор (Онкл Джесс)                                               |
| 1979 | Різник з Нотр-Дама                             | L'éventreur de Notre-Dame                                          | Режисер, сценарист, актор (Матіс Вогель)                                  |
| 1978 | Спеціальний коктейль                           | Cocktail spécial                                                   | Режисер                                                                   |
| 1978 | Конвой дівчат СС                               | Convoi de filles                                                   | Режисер, сценарист                                                        |
| 1978 | Пророцтво                                      | La profezia                                                        | Композитор                                                                |
| 1977 | Диявольські сестри                             | Die teuflischen Schwestern                                         | Режисер                                                                   |
| 1977 | Сяючий секс                                    | Shining Sex                                                        | Режисер, актор (доктор Сьюард)                                            |
| 1977 | Рабині                                         | Die Sklavinnen                                                     | Режисер, актор (асистент Радека)                                          |
| 1977 | Пристрасть до вуду                             | Der Ruf der blonden Göttin                                         | Режисер, сценарист                                                        |
| 1977 | Любовні листи португальської черниці           | Die Liebesbriefe einer portugiesischen Nonne                       | Режисер                                                                   |
| 1977 | Табір любові                                   | Frauen im Liebeslager                                              | Режисер                                                                   |
| 1977 | Замок жінок (Блакитна Рита)                    | Das Frauenhaus                                                     | Режисер, сценарист                                                        |
| 1977 | Ільза - люта тюремниця (Грета — катувальниця)  | Greta — Haus ohne Männer                                           | Режисер, сценарист, актор (доктор Мілтон Аркос)                           |
| 1977 | Жінка в камері №9                              | Frauen für Zellenblock 9                                           | Режисер, сценарист                                                        |
| 1976 | Джек-різник                                    | Jack the Ripper                                                    | Режисер, сценарист                                                        |
| 1976 |                                                | Mädchen im Nachtverkehr                                            | Режисер                                                                   |
| 1976 |                                                | Les emmerdeuses                                                    | Режисер, сценарист                                                        |
| 1976 | Леді Порно                                     | Midnight Party                                                     | Режисер, сценарист, актор (Янош Радек)                                    |
| 1976 | Портрет Доріани Грей                           | Die Marquise von Sade                                              | Режисер. сценарист. оператор                                              |
| 1976 | У позолоченій клітці                           | Une cage dorée                                                     | Режисер                                                                   |
| 1975 | Розпусні монашки                               | Les chatouilleuses                                                 | Режисер, сценарист                                                        |
| 1975 | Пекучі ночі Лінди                              | Les nuits brûlantes de Linda                                       | Режисер, сценарист                                                        |
| 1975 | Гедоніст                                       | Le jouisseur                                                       | Режисер                                                                   |
| 1975 | Жінки за ґратами                               | Des diamants pour l'enfer                                          | Режисер, оператор, монтажер, актор (Білл)                                 |
| 1975 | Голі маріонетки в підпіллі                     | Downtown — Die nackten Puppen der Unterwelt                        | Режисер, оператор. актор (Перейра)                                        |
| 1975 | Знак Зорро                                     | La marque de Zorro                                                 | Режисер                                                                   |
| 1975 | Лялечки за колючим дротом                      | Frauengefängnis                                                    | Режисер, сценарист, оператор, актор (батько Марії)                        |
| 1974 | Будинок втрачених дівчат                       | La maison des filles perdues                                       | Сценарист                                                                 |
| 1974 | Селестина                                      | Célestine … bonne à tout faire                                     | Режисер, сценарист, оператор, монтажер, актор (сплячий чоловік)           |
| 1974 | У тіні вбивці                                  | La noche de los asesinos                                           | Режисер, сценарист. артист (Енді)                                         |
| 1974 | П'ятнадцятирічний капітан                      | Un capitán de quince años                                          | Режисер, сценарист, композитор                                            |
| 1974 | Задоволення на трьох                           | Plaisir à trois                                                    | Режисер, сценарист                                                        |
| 1974 | Жіночий квартал                                | Quartier de femmes                                                 | Режисер, сценарист                                                        |
| 1974 | Юджені                                         | Eugénie                                                            | Режисер, сценарист, актор (Аттіла Таннер)                                 |
| 1974 | Розпусна графиня                               | La comtesse perverse                                               | Режисер, сценарист                                                        |
| 1974 | Поцілуй мене, вбивця                           | Kiss Me Killer                                                     | Режисер, сценарист                                                        |
| 1974 | Лорна - екзорцист (Вигнання диявола)           | Les possédées du diable                                            | Режисер, сценарист, актор (доктор)                                        |
| 1973 | Таємниця червоного замку                       | El misterio del castillo rojo                                      | Режисер, актор                                                            |
| 1973 | Зажерливі                                      | Les gloutonnes                                                     | Режисер                                                                   |
| 1973 | Масістія проти королеви амазонок               | Maciste contre la reine des Amazones                               | Режисер                                                                   |
| 1973 | Малятко для відпочинку                         | Relax Baby                                                         | Режисер, сценарист                                                        |
| 1973 | Зловісні очі доктора Орлоффа                   | Los ojos siniestros del doctor Orloff                              | Режисер, сценарист, композитор, актор (лорд Комфорт)                      |
| 1973 | Непристойне дзеркало                           | Al otro lado del espejo                                            | Режисер, сценарист, актор (піаніст)                                       |
| 1973 | Інтимний щоденник німфоманки                   | Le journal intime d'une nymphomane                                 | Режисер, сценарист, актор (інспектор Ернандес)                            |
| 1973 | Вампірка                                       | Les avaleuses                                                      | Режисер, сценарист, оператор, монтажер, актор (доктор Робертс)            |
| 1973 | Ніжна і порочна Еммануель                      | Tendre et perverse Emanuelle                                       | Режисер, сценарист                                                        |
| 1973 | Діва серед живих мерців                        | Christina, princesse de l'érotisme                                 | Режисер, сценарист, актор (Базиліо)                                       |
| 1972 | Вражений                                       | Les ebranlées                                                      | Режисер, актор                                                            |
| 1972 | Тиша могили                                    | Un silencio de tumba                                               | Режисер, сценарист                                                        |
| 1972 | Помста доктора Мабузі                          | Dr. M schlägt zu                                                   | Режисер, сценарист, актор (Кросбі / п'яний в нічному клубі)               |
| 1972 | Донька Дракули                                 | La fille de Dracula                                                | Режисер, сценарист, актор (Кирило Джефферсон)                             |
| 1972 | Месник з Сохо                                  | Der Todesrächer von Soho                                           | Режисер, сценарист, актор (Гонзалес)                                      |
| 1972 | Робінзон і його дикі рабині                    | Robinson und seine wilden Sklavinnen                               | Режисер, актор (кінорежисер)                                              |
| 1972 | Демони                                         | Les démons                                                         | Режисер, сценарист                                                        |
| 1972 | Дракула проти Франкенштейна                    | Drácula contra Frankenstein                                        | Режисер, сценарист                                                        |
| 1972 | Доповідь про незайманих                        | Jungfrauen-Report                                                  | Режисер                                                                   |
| 1972 | Прокляття Франкенштейна                        | La Maldición de Frankenstein                                       | Режисер, сценарист, актор (Морфо)                                         |
| 1971 | Рейс X312: політ в пекло                       | X312 — Flug zur Hölle                                              | Режисер, сценарист, актор (Альфредо)                                      |
| 1971 | Вона вбивала в екстазі                         | Sie tötete in Ekstase                                              | Режисер, сценарист, актор (доктор Доннен)                                 |
| 1971 | Диявол прийшов з Акасави                       | Der Teufel kam aus Akasava                                         | Режисер, сценарист, актор (Тіно Целле)                                    |
| 1971 | Вампірки-лесбійки                              | Vampiros lesbos                                                    | Режисер, сценарист, актор (Меммет)                                        |
| 1970 | Джульєтта                                      | Juliette                                                           | Режисер, сценарист, актор                                                 |
| 1970 | Граф Дракула                                   | Nachts, wenn Dracula erwacht                                       | Режисер, сценарист, актор (слуга Ван Хельсинг)                            |
| 1970 | Кошмари приходять вночі                        | Les Cauchemars naissent la nuit                                    | Режисер, сценарист                                                        |
| 1970 | Ежені                                          | Eugenie                                                            | Режисер, актор (людина на червоній ритуальної сцені)                      |
| 1970 | Ніч кривавого монстра                          | Il trono di fuoco                                                  | Режисер, сценарист                                                        |
| 1970 | Кільце                                         | Cuadrilátero                                                       | Композитор                                                                |
| 1969 | Твої ніжності                                  | Deine Zärtlichkeiten                                               | Актор                                                                     |
| 1969 | Сексуальна шарада                              | Sex Charade                                                        | Режисер, сценарист                                                        |
| 1969 | Дівчина з Ріо                                  | The Seven Secrets of Sumuru                                        | Режисер, актор (гітарист)                                                 |
| 1969 | Венера в хутрі                                 | Paroxismus                                                         | Режисер, сценарист, актор (джазовий музикант)                             |
| 1969 | Поцілуй мене, монстр                           | Küß mich, Monster                                                  | Режисер, сценарист, актор (прес-секретар)                                 |
| 1969 | Замок Фу-Манчу                                 | The Castle of Fu Manchu                                            | Режисер, актор (інспектор Ахмет)                                          |
| 1969 | Два таємних ангела                             | Rote Lippen, Sadisterotica                                         | Режисер, сценарист, актор (Наполеон Болівар, охоронець художньої галереї) |
| 1969 | Юстина                                         | Marquis de Sade: Justine                                           | Режисер, актор (людина в білому тюрбані в театрі)                         |
| 1969 | 99 жінок                                       | Der heiße Tod                                                      | Режисер, сценарист, актор                                                 |
| 1968 | У замку кривавої хіті                          | Im Schloß der blutigen Begierde                                    | Сценарист                                                                 |
| 1968 | Кров Фу-Манчу                                  | The Blood of Fu Manchu                                             | Режисер, сценарист                                                        |
| 1968 | Суккуб                                         | Necronomicon — Geträumte Sünden                                    | Режисер, актор (письменник)                                               |
| 1967 | Безстрашний Лаккі                              | Lucky, el intrépido                                                | Режисер, сценарист, актор (людина в поїзді)                               |
| 1966 | Резиденція для шпигунів                        | Residencia para espías                                             | Режисер, сценарист, актор (піаніст)                                       |
| 1966 | Диявольський доктор Z                          | Miss Muerte                                                        | Режисер, сценарист, актор (поліцейський)                                  |
| 1966 | Карти на стіл                                  | Cartes sur table                                                   | Режисер, сценарист, актор (піаніст)                                       |
| 1965 | Місія в Лісабоні                               | Misión Lisboa                                                      | Сценарист, композитор                                                     |
| 1965 | Острів скарбів                                 | La isla del tesoro                                                 | Режисер                                                                   |
| 1964 | Дивна подорож                                  | El extraño viaje                                                   | Актор (Венансіо Відаль)                                                   |
| 1964 | Секрет доктора Орлоффа                         | El secreto del Dr. Orloff                                          | Режисер, сценарист, актор (піаніст)                                       |
| 1964 | Смертельний свист блюзу                        | La muerte silba un blues                                           | Режисер, сценарист, актор (саксофоніст в нічному клубі)                   |
| 1964 | Помста Зорро                                   | La venganza del Zorro                                              | Сценарист                                                                 |
| 1963 | Ягуар                                          | El llanero                                                         | Режисер, сценарист                                                        |
| 1963 |                                                | Rififí en la ciudad                                                | Режисер, сценарист                                                        |
| 1962 | Тінь Зорро                                     | L'ombra di Zorro                                                   | Сценарист                                                                 |
| 1962 | Вампірка 1930                                  | Vampiresas 1930                                                    | Режисер. сценарист                                                        |
| 1962 | Жахливий доктор Орлофф (Крики в ночі)          | Gritos en la noche                                                 | Режисер, сценарист, актор (піаніст)                                       |
| 1962 | Барон фон Клаус - садист (Рука мертвої Людини) | La Mano de un hombre muerto                                        | Режисер, сценарист                                                        |
| 1960 | Посилання Сіда (документальний)                | El Destierro del Cid                                               | Режисер                                                                   |
| 1960 | Червоні губи                                   | Labios rojos                                                       | Режисер, сценарист                                                        |
| 1960 |                                                | Estampas guipuzcoanas número 2: Pío Baroja                         | Режисер                                                                   |
| 1960 | Королева Табарін                               | La reina del Tabarín                                               | Режисер                                                                   |
| 1960 | Любляча Роза                                   | Ama Rosa                                                           | Сценарист                                                                 |
| 1959 |                                                | Llegaron los franceses                                             | Сценарист                                                                 |
| 1959 | Порожні пляжі (документальний)                 | Las Playas vacías                                                  | Режисер, сценарист                                                        |
| 1959 | Іспанське золото (документальний)              | Oro español                                                        | Режисер, сценарист, композитор                                            |
| 1959 | Нам 18 років                                   | Tenemos 18 años                                                    | Режисер, сценарист, композитор                                            |
| 1959 |                                                | Fulano y Mengano                                                   | Сценарист                                                                 |
| 1959 | Літній місяць                                  | Luna de verano                                                     | Сценарист, продюсер                                                       |
| 1958 | Розповіді про Мадрид                           | Historias de Madrid                                                | Композитор                                                                |
| 1957 | Дерево Іспанії (документальний)                | El Árbol de España                                                 | Режисер, сценарист, композитор                                            |
| 1957 | Людина, яка подорожувала повільно              | El hombre que viajaba despacito                                    | Композитор                                                                |
| 1956 | Загадкова мелодія                              | La melodía misteriosa                                              | Сценарист                                                                 |
| 1956 | Страх                                          | Miedo                                                              | Сценарист                                                                 |
| 1956 | Правосуддя койота                              | La justicia del Coyote                                             | Сценарист                                                                 |
| 1955 | Койот                                          | El coyote                                                          | Сценарист                                                                 |
| 1954 | Коміки                                         | Cómicos                                                            | Коміки                                                                    |